# 제임스 부이

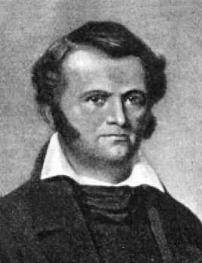
제임스 부이

제임스 부이(영어: James Bowie, 1796년 4월 10일 - 1836년 3월 6일), 일명 짐 부이(Jim Bowie)는 19세기 불법 노예 무역상, 땅 투기꾼, 군인으로 텍사스 반란에서 활약하다가 알라모 전투에서 전사했다. 켄터키주에서 태어나 텍사스로 이주해 반란에 참여하기 전에는 루이지애나주에서 대부분을 보냈다. 제임스 부이는 부이 나이프 양식으로서 알려진 나이프 휴대로도 유명하다. 제임스 부이의 개척정신 넘치는 이야기로, 제임스 부이는 텍사스사를 장식하는 민중 영웅 중 일인이 되었다.
성인 Bowie의 철자 때문에 흔히 보이, 보위, 바우이 등으로 잘못 알려져 있으나 스코틀랜드계 성씨인 그의 성은 부이(/ˈbuːi/)로 발음한다.

## 생애

### 청년기
제임스 부이는 켄터키 로건 카운티(현재 심슨 카운티)에서 1796년 4월 10일에 태어나 유년기 대부분을 루이지애나에서 보냈다. 제임스 부이의 가족은 1800년 현재 미주리주로 이주해서 1801년에 루이지애나 카타호울라 패리쉬로 옮겼다. 8년 후, 아버지는 봐미리온 강변에서 본디부터 살던 사람들인 아타카파에게서 봐미리온 강변에 있는 땅 640에이커를 샀다.
영미 전쟁 중 제임스 부이와 그의 형제는 뉴올리언스에서 영국군과 싸우고자 대령 콜맨 마틴의 루이지애나 민병대로 참가했다. 1815년 1월 두 사람이 뉴올리언스에 도착했을 때 종전됐다. 그 사람들은 귀향해서 7년 전에 유나이티드 스테이츠 어브 어메리커이 노예 수입을 금지했는데도 노예 무역을 시작해 해적 장 라피트에게서 노예를 불법으로 사고 세인트 세탁 군에 팔았다. 그 형제는 65,000달러를 벌어서, 노예 무역을 그만두고서 땅에 투기한다.

### 부이 나이프

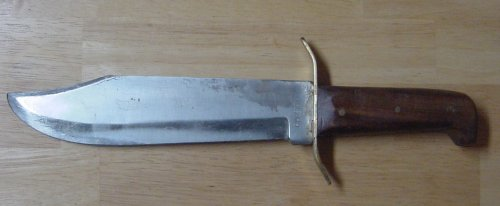
부이 나이프

제임스 부이는 격렬한 성격으로도 잘 알려져 있다. 1826년, 보안관이자 은행가였던, 노리스 라이트 (Norris Wright)에게 융자를 신청했지만, 거절당했다. 보안관 선거에서 제임스 부이가 상대편을 응원했던 행위를 대상으로 한 보복이었다. 이것이 원인이 되어 싸움이 일어났고 노리스 라이트가 제임스 부이를 먼저 쐈다. 총탄이 빗나가자 금번에는 제임스 부이가 맨손으로 노리스 라이트를 살해하려고 했지만, 노리스 라이트의 친구에게 제지당해 살해할 수 없었다. 그 후 수렵용 나이프를 늘 들고 다녔다. 현재는 전설 같은 부이 나이프로 알려진 나이프 날 길이 9.25 인치와 너비 1.5인치인 큼직한 칼이었다.
그 익년 제임스 부이는 미시시피 낫체즈 가까이에 있는 사주에서 일어난 결투(샌드바의 결투)에 입회인으로서 참가했지만, 결투 상대의 입회인으로서 노리스 라이트가 있었다. 결투는 궁극으로 입회인까지 말려들어 언쟁이 일어나자, 제심스 부이는 총격당하고서 노리스 라이트를 나이프로 찔러서 죽였다. 이 싸움에서 제심스 부이의 명성은 칼잡이로서 남부에 퍼지자 텍사스에 있는 남자들은 제심스 부이가 소지하는 나이프와 같은 나이프를 대장장이에게 주문했다.

### 1820년대
제임스 부이는 1820년대 후반에는 뉴올리언즈에 살았고 루이지애나 남부에 있는 토지에 하는 투기에 집중했다. 1829년, 제임스 부이는 세실리아 웰즈와 약혼하지만, 혼례의 2주일 전인 9월 29일에 세실리아 웰즈는 알렉샌드리아에서 죽었다. 그 후, 그 사람의 형제, 레즈와 스티븐과 티바드 근처에 설립한 사탕수수 플랜테이션 1,800에이커(730 헥타르)는 루이지애나 주에서 증기 동력 압착기를 최초로 갖추고 있었다.

## 텍사스

### 광산 산사바
혼인 직후, 제임스 부이는 산타크루즈 데 산사바 전도소 폐허 근처의 샌안토니오 서측에 있는 "잃어버린" 로스 알 마그레스 광산 이야기에 매료되었다. 그 광산은 스페인인들에게 포위되기 전에는 그 지역에 본디부터 사는 사람들이 운영하고 있었다. 멕시코가 스페인에서 독립하고서 그 광산을 대상으로 한 멕시코 행정부의 관심은 수그러들었다. 코만치 족, 리판아파치 족, 카란카와 족을 위시해 적대되는, 본디부터 사는 사람들이 그 지역에 활발히 생활하고 있어서, 주둔한 정부군도 없이 그 지역에 본디부터 사는 사람들이 운영하고 있었다. 멕시코인들이 그 지역을 떠난 후에 리판 아파치가 그 지역을 수복했다.
제임스 부이는 멕시코 행정부에서 전설 같은 은광산을 찾아 그 지역에 본디부터 사는 사람들 영토에 원정하는 허가를 얻었다. 1월 2일, 제임스 부이의 동생 레즌과 다른 동료 9명과 토모니, 부이는 산 사바로 향하는 도중에 그 지역에 본디부터 사는 사람들에게 습격받아 협상 시도가 실패하자 13시간을 부득이 싸우게 되었다. 그 지역에 본디부터 사는 사람들이 마지막으로 철수했을 때 제임스 부이의 동료는 1명이 죽고 그 지역에 본디부터 사는 사람들은 40명이 살해당하고 30명 이상이 부상했다. 제이스 부이 일행은 샌안토니오로 돌아갔다가 1832년 1월에 대군을 이끌고 재출발했다. 2개월 반간 탐색하고서 제이스 부이 일행은 아무런 효과도 보지 못하고 돌아왔다.

### 텍사스 독립
1830년에서 1832년, 멕시코 의회는 코아우일라 테하스 주에서 영국계 이주민을 차별하는 법안 일련을 통과시켰다.
스티븐 오스틴은 1835년 9월 텍사스로 돌아가자마자 텍사스 지원군 지휘관으로서 선출되었다. 제임스 부이는 루이지애나 출신의 친구들과 맺은 음모와 군대에 참가하였고 스티븐 오스틴은 제임스 부이를 대령으로서 즉시 임명했다. 스티븐 오스틴과 텍사스 정규군 지휘관인 장군 샘 휴스턴의 명령으로, 제임스 부이와 대위 제임스 패닌은 벡사의 남부를 정찰했다. 10월 28일, 기병대 300명과 보병 100명으로 구성된 멕시코군은 제심스 부이와 제심스 부이의 기병대 92명을 공격했다. 얼마 간 교전 후 제임스 부이 측 1명이 죽고 멕시코군은 16명이 전사고 16명이 부상했다.
이 전투 후 제심스 부이는 필요 시 전투에 기여는 무방하지만, 공식 명령에 구애에는 무관심해서 임무를 누차 사임하려는 무책임한 태도를 부이곤 했다. 군대에서 잠시 떠났다가 11월말 복귀하여 기병대 40명과 멕시코군이 방비하는 주둔지에 음식을 나르는 열차를 기습 점거에 성공한 습격은 글래스 파이트로 알려져 있다.

### 알라모 요새
1836년 1월, 분견대 30명과 벡사에 도착한 제심스 부이의 임무는 그곳에 있는 요새 해체였지만, 주지사에게 요새 알라모를 전략상 요충지로 유지하자고 요청했다. 제임스 부이와 제임스 부이의 병사는 이미 알라모 요새에 있던 병사 79명과 합류하고서 몇 주간에 윌리엄 트래비스와 병사 30명, 데비 크로켓과 병사 12명이 합류했다. 요새 알라모 사령관인 대령 제임스 닐이 알라모 전도소를 떠나면서 병사들은 제임스 부이를 사령관으로서 선출했다. 제임스 부이는 축하주를 마시고서 트래비스와 공동으로 지는 책임에 동의했다.
기병대 1,500명으로 구성된 멕시코군은 2월 말 벡사에 도착해 텍사스군에게 항복을 요구했다. 제임스 부이는 항복을 거부했고 2월 24일 앓던 결핵 탓에 쓰러져 작은 방에 유폐됐다. 멕시코군이 3월 6일 공격하자 제임스 부이는 요새 알라모 잔여 수비병과 전사했다. 주지사 벡사, 프랜시스 루이스가 제임스 부이의 시신을 확인하고 산타 안나는 제임스 부이의 시체를 자세히 관찰해 사망을 확인했다.

## 가고문헌
- 텍사스 혁명
- 알라모 전투